# Lucas & Matheus
Lucas & Matheus foi uma dupla de cantores de música sertaneja do Brasil, constituída por dois irmãos. A dupla lançou-se profissionalmente na cidade de Presidente Prudente. Em 1993 deslocaram-se a Lisboa, entregando a sua carreira aos cuidados de António Lopes, um dos melhores empresários artísticos de Portugal, com mais de 40 anos de atuação no mercado. Logo no ano seguinte, Lucas & Matheus lançaram o seu álbum de estreia, Palavras Ao Vento, que foi lançado pela Vidisco em Portugal e no Brasil pela Sony Music. O single "Paciência", incluído no álbum Lucas & Matheus (lançado em 1994), é considerado o maior êxito da dupla. Outra canção que também teve um bom desempenho foi "Preciso do Teu Prazer", adaptação em português do sucesso "As Long As You Love Me" do grupo Backstreet Boys.
A dupla, conhecida como "Duo romântico", teve uma carreira com muito sucesso em Portugal, tendo também apostado em mercados onde há emigrantes portugueses.
No Brasil, apenas foram lançados quatro álbuns pela Sony Music e pela Movieplay, mas em Portugal a dupla lançou dezenas de discos de originais e compilações, tendo conseguido 10 discos de ouro, cinco de prata e três de platina no país europeu.
Edilson da Silva Rodrigues, conhecido como Matheus, faleceu de COVID-19 em 22 de dezembro de 2020.

## Discografia
- 1994 - Palavras ao Vento (Vidisco)
- 1995 - Pedindo Amor (Vidisco)
- 1996 - A Chama da Paixão (Vidisco)
- 1997 - Minha Estrela Perdida (Vidisco)
- 1998 - Depois de Você (Vidisco)
- 1999 - Preciso do Teu Prazer (Vidisco)
- 2000 - Lucas & Matheus (Vidisco/Atração)
- 2000 - Caminhos do Amor (Vidisco)
- 2002 - Vou-te Amar Assim (Vidisco)
- 2003 - Só Dessa Vez (Vidisco)
- 2004 - Sempre Juntos (Vidisco)
- 2005 - Quer Namorar Comigo (Espacial)
- 2006 - 15 Anos (Espacial)
- 2007 - A Vida Sem Você (Espacial)
- 2008 - Explode Paixão (Espacial)
- 2009 - Vai Rindo (Espacial)
- 2010 - Coração Sem Vergonha (Espacial)
- 2012 - Isso É Bom Demais (Espacial)
- 2013 - Sufoco (Espacial)
- 2015 - Homem Não Chora (Espacial)
- 2016 - Made In Brasil (Espacial)
- 2018 - 25 Anos - Ao Vivo (Vidisco)

Compilações
- 1997 - Mulher Brasileira (Movieplay)
- 2000 - Paixão Pra Valer (Atração)
- 2002 - As Mais Românticas (Vidisco)
- 2005 - 10 Anos de Sucessos (Vidisco)
- 2007 - Romântico (Vidisco)
- 2008 - Coleção Romântica (Vidisco)
- 2009 - Coleção Platina II (Vidisco)
- 2010 - Coleção Diamante (Vidisco)
- 2010 - Romântico (Espacial)
- 2011 - Seleção Essencial (Vidisco)
- 2012 - Coleção d'Ouro (Vidisco)
- 2013 - Essencial (Vidisco)
- 2014 - Best Of (Espacial)
- 2014 - O Melhor (Vidisco)
- 2015 - 20 Anos (Vidisco)